# Seixeiro
O  Seixeiro, conhecido popularmente também como seiceiro ou Seixo, é uma planta do género Salix, da família Salicaceae, espécie endémica da ilha da Madeira e Canárias.
Apresenta-se como uma árvore dioica, de folhagem caduca, que pode atingir os 10 metros de altura. Apresenta um tronco acinzentado. As folhas são grandes, lanceoladas, pubescentes na página inferior.
As flores desta árvore surgem dispostas em amentilhos densos e os frutos aparecem como cápsulas pequenos com 2 valvas.
Trata-se de uma espécie endémica da ilha da Madeira e das ilhas Canárias, característica do bosque ripário ( de margens de ribeiras) de seixal.
Esta planta apresenta floração entre Janeiro e Fevereiro.
Ao longo dos tempos a madeira desta árvore, por ser leve e de tom avermelhado, foi utilizada na produção de estacas.